# Ödeborg (naturreservat)
Ödeborg är ett naturreservat i Bräcke kommun i Jämtlands län.
Området är naturskyddat sedan 2014 och är 77 hektar stort. Reservatet ligger söder om Långtjärnen och dess avvattnande bäck. Reservatet består främst av brandpräglad gammal tallskog med inslag av kärr och små tjärnar.